# Súng ngắn liên thanh Stechkin
APS (Автоматический Пистолет Стечкина, Avtomaticheskiy Pistolet Stetchkina) là loại súng lục tự động có khả năng chọn chế độ bắn được phát triển như một loại vũ khí phòng thủ các nhân dành cho các nhân viên quân sự do Liên Xô phát triển và chế tạo.
Khái niệm của Stechkin APS chủ yếu dựa vào khái niệm của súng tiểu liên, nhưng thu gọn kích cỡ lại thành một khẩu súng lục, có khả năng tương tự như súng tiểu liên thông thường, nhưng nhỏ gọn và có hình dáng của một khẩu súng lục, dùng cho binh sỹ chuyên lái xe hay đặc vụ/đặc nhiệm, tuy nhiên, do cùng lúc ôm đồm quá nhiều chức năng, Stechkin APS không đi quá xa khỏi vai trò chủ đạo là một khẩu súng lục.

## Lịch sử
Việc phát triển một loại súng ngắn có khả năng chọn chế độ bắn đã bắt đầu từ những năm 1920 nhưng không được thành công lắm. Sau chiến tranh thế giới thứ hai thì ý tưởng về loại vũ khí này bắt đầu được hồi sinh và phát triển tiếp. Với việc loại đạn 9 mm mới của Liên Xô được đưa vào sử dụng thì lực lượng Hồng quân đã đưa ra yêu cầu về một loại súng vừa có thể bắn bán tự động vừa có thể bắn tự động sử dụng loại đạn mới và có thêm báng súng có thể tháo rời. Igor Stechkin tại Tula đã thiết kế khẩu súng này và được quân đội Liên Xô thông qua vào năm 1951. Loại súng này được trang bị cho các lực lượng pháo binh, các đội lái xe tăng và xe cơ giới, những binh lính mang vũ khí chống tăng như RPG-7 cùng các chỉ huy tham gia chiến đấu trực tiếp. Tuy nhiên loại súng này đã nhanh chóng bị nhận thấy là quá nặng và cồng kềnh vì báng súng và bao đựng của chúng, việc này gây rắc rối khi mang đi cũng như hỏa lực không đủ mạnh cho mục đích quân sự nên đã bị cho ra khỏi biên chế sau đó.
Đến những năm 1970 thì một số lượng nhỏ những khẩu APS còn sót lại được nâng cấp với một nòng súng mới dài hơn để có khả năng gắn thêm các bộ phận hỗ trợ chiến đấu. Loại được nâng cấp này được gọi là APSB có khả năng gắn và tháo ống hãm thanh nhanh chóng cũng như bán súng dạng khung mới giúp súng đỡ cồng kềnh đã được trang bị cho các lực lượng Spetsnaz.
Đến những năm 1990 thì loại súng này trở nên được ưa chuộng bởi nhiều lực lượng thi hành công vụ cũng như các lực lượng đặc nhiệm cùng các nhóm bảo vệ và lực lượng giải cứu con tin. Khẩu APS cho hỏa lực và độ chính xác cao hơn các súng ngắn. Cũng như độ chính xác của APS khá tốt khi bắn với chế độ tự động lẫn bán tự động rất thích hợp với việc cận chiến.
Hiện tại thì dù các khẩu súng ngắn khác hiện đại và mạnh hơn như súng ngắn Yarygin và GSh-18 đã được giới thiệu thì khẩu APS vẫn được các lực lượng thi hành công vụ của Nga ưa chuộng vì nó sử dụng loại đạn 9 mm tiêu chuẩn được sử dụng rộng rãi không mắc tiền với độ chính xác cao và ít giật cũng như khả năng cơ động đã cao hơn nhiều thích hợp với việc chiến đấu hơn so với phiên bản đầu tiên với báng súng cồng kềnh và khó mang.

## Thiết kế
APS sử dụng cơ chế nạp đạn blowback với búa điểm hỏa hoạt động kép nằm phía sau. Các chi tiết của súng được làm bằng thép. Nút chỉnh chế độ bắn nằm trên phần trượt của súng với ba chế độ an toàn, bán tự động và tự động. Tốc độ bắn của APS là 750 viên/phút nhưng các mẫu sau này có thể chỉnh giảm xuống còn 600 viên để ít tốn đạn cũng như có thể bắn chính xác hơn và nút kích hoạt chế độ hãm này nằm ở tay cầm.
Hệ thống nhắm cơ bản của súng là điểm ruồi có hiệu quả trong phạm vi 25 đến 50 m và tầm bắn của loại súng này 100 đến 200 m. Và để có thể bắn chính xác hơn súng có thể được gắn thêm báng súng.